# Mihulovití
Mihulovití (Petromyzontidae) jsou největší čeledí mihulí, která zahrnuje všechny jejich charakteristické druhy.

## Systematika a evoluce
Za popisnou autoritu mihulovitých je pokládán Charles Lucien Bonaparte (1831). V některých zdrojích mohou být všechny mihule řazeny právě do této čeledi v širším smyslu. Status samostatné čeledi však mívají nepočetné skupiny Geotriidae a Mordaciidae, z nichž každá zahrnuje pouze jeden rod.
Výše zmíněné dvě čeledi jsou vůči sobě sesterské a představují starou linii gondwanského původu, zatímco mihulovití se vyvíjeli na území tehdejší Laurasie. Ačkoli patří mezi nejbazálnější obratlovce, současné druhy mihulovitých ze severní polokoule nemusejí být příliš staré, 80 % žijících linií se podle studie z roku 2023 vyvinulo teprve v posledních 20 milionech letech. Velká diverzita mihulovitých vyplývá i z modifikací životního cyklu v průběhu evoluce. Některé mihule jsou parazitické a žijí výhradně ve sladkých vodách; některé jsou výhradně nebo téměř výhradně anadromní, tzn. migrují do sladké vody za účelem tření; některé jsou anadromní, ale s významnými sladkovodními populacemi; a někteří mihulovití nepřijímají potravu vůbec a žijí v rodných sladkovodních tocích. Neparazitické formy nepřijímající potravu mají svého parazitického předka, jehož lze s nimi většinou „spárovat“. Pokud se z jednoho parazitického druhu odvodilo hned několik druhů neparazitických, označují se někdy jako tzv. druhy satelitní. Odvozený neparazitismus se týká rodů z obou níže uvedených podčeledí. Významnou výjimkou je striktně parazitický rod Petromyzon.
Níže následuje seznam devíti klasifikovaných rodů uznávaných ke květnu 2025:
- podčeleď Petromyzontinae
  - Ichthyomyzon Girard, 1858 (= Reighardina Creaser & Hubbs, 1922; Scolecosoma Girard, 1858) – sladkovodní druhy z východu Severní Ameriky
  - Petromyzon Linnaeus 1758 (= Ammocoetus Duméril, 1812; Bathymyzon Gill, 1883; Lampetra Malm, 1863; Oceanomyzon Fowler, 1908; Petromyzus Billberg, 1833) – anadromní migrant z Atlantiku a Středomoří s izolovanými populacemi ve Velkých jezerech
- podčeleď Lampetrinae
  - Caspiomyzon Berg 1906 (= Agnathomyzon Gratzianov, 1907; Haploglossa Gratzianov, 1907) – povodí Kaspického moře
  - Entosphenus Gill, 1862 – sladkovodní a anadromní druhy ze severního Tichomoří
  - Eudontomyzon Regan, 1911 – sladkovodní rod z Číny, Koreje a povodí Černého moře
  - Lampetra Bonnaterre, 1788 (= Lampetra Gray, 1851; Okkelbergia Creaser & Hubbs, 1922) – sladkovodní a anadromní druhy z Evropy a Severní Ameriky (v širším smyslu může rod Lampetra v některých starších zdrojích zahrnovat většinu mihulovitých severní polokoule, často s některými dalšími zde uvedenými rody jako podrody[8])
  - Lethenteron Creaser & Hubbs, 1922 – sladkovodní a anadromní druhy z cirkumarktické oblasti, západního Pacifiku, východní Severní Ameriky a povodí Jaderského moře
  - Occidentis Carim et al., 2024 – sladkovodní a anadromní druhy ze západní Severní Ameriky[8]
  - Tetrapleurodon Creaser & Hubbs, 1922 – povodí řeky Lerma v Mexiku